# Aiguette
Die Aiguette ist ein Fluss in Frankreich, der im Département Aude in der Region Okzitanien verläuft. Sie entspringt in den Pyrénéen, im Massif du Madrès, an der Südwestflanke des Pic du Bernard Sauvage (2423 m). Die Quelle befindet sich  im äußersten Süden der Gemeinde Le Bousquet, knapp außerhalb des Regionalen Naturparks Pyrénées Catalanes. Der Fluss entwässert generell in nördlicher Richtung und mündet nach rund 20 Kilometern an der Gemeindegrenze von Sainte-Colombe-sur-Guette und Roquefort-de-Sault, beim Wasserkraftwerk Nentilla, als rechter Nebenfluss in die Aude.

## Orte am Fluss
(Reihenfolge in Fließrichtung)
- La Moulinasse, Gemeinde Counozouls
- Counozouls
- Sainte-Colombe-sur-Guette

## Ökologie
Das Einzugsgebiet des Flusses ist als Natura 2000-Schutzzone ausgewiesen.